# Laurent Depoitre
Laurent Depoitre, né le 7 décembre 1988 à Tournai en Belgique, est un footballeur international belge qui joue au poste d'attaquant.

## Biographie

### En club
Laurent Depoitre commence sa carrière à La Montkainoise  et rejoint ensuite le Royal Mouscron-Peruwelz. Il rejoint en 2009 l'Eendracht Alost, club de troisième division. Avec cette équipe, il monte en deuxième division en 2011.
Il est transféré en 2012 au KV Ostende. Il inscrit 14 buts en deuxième division avec cette équipe lors de la saison 2012-2013. Son club remporte dans le même temps le titre de champion, ce qui lui permet de découvrir la 1re division.
En 2014, il est transféré à La Gantoise, il marque 13 buts au cours du championnat 2014-2015. Il devient champion de Belgique lors de cette même saison. Il réalise de bonnes performances en Ligue des champions, où les Gantois sont sortis en 1/8e de finale contre Wolfsbourg. 
Le 1er octobre 2015, il est appelé par Marc Wilmots au sein de la sélection nationale pour affronter Andorre et Israël dans le cadre des qualifications pour l'Euro 2016. Il joue le match entier contre Andorre et marque son premier but en sélection.
Le 8 août 2016, il signe un contrat de 4 ans au FC Porto. Le 15 octobre, Laurent inscrit son premier but pour le compte du FC Porto lors du 32e de finale de coupe du Portugal, contre Gafanha (victoire 3-0). 
Malgré tout, son temps de jeu est très faible chez les "Dragons", il a du mal à s'adapter au championnat portugais et n'a plus la confiance de son entraîneur. C'est pourquoi il rejoint le club anglais d'Huddersfield Town, tout juste promu en première division, le 23 juin 2017.
Il joue son premier match en League Cup face à Rotherham le 23 août 2017. Le 16 septembre 2017, Laurent Depoitre marque son premier but pour Huddersfield face à Leicester (1-1). Il inscrit son deuxième but face à Manchester United, pour offrir la victoire à son équipe (victoire 2-1). Il monte au jeu face à Chelsea le 12 décembre 2017 et marque un but dans les arrêts de jeu face à son compatriote Thibaut Courtois (défaite 1-3). Il signe également le but du maintien d'Huddersfield, devançant la sortie du gardien pour offrir un point à ses couleurs à Stamford Bridge lors du match retour contre Chelsea.  
La deuxième saison parmi l'élite est beaucoup plus compliquée pour Huddersfield, rapidement lanterne rouge de Premier League. Depoitre signe une passe décisive lors du déplacement à Leicester mais peine à trouver le chemin des filets.
Retourné à La Gantoise dans son club de cœur en 2019 pour une durée de 3 ans, il est victime de quelques pépins physiques en 2021 qu’il soigne chez différents professionnels. Il est sans club depuis juin 2024.
Le 16 janvier 2025, n’ayant rien trouvé à l’étranger ou en Belgique qui lui donnait de l’envie de continuer, Laurent Depoitre met un terme à sa carrière de footballeur.

### En sélections nationales
Sélectionné pour la première fois par Marc Wilmots en octobre 2015, Laurent Depoitre joue l'intégralité du déplacement à Andorre, comptant pour les éliminatoires de l'Euro 2016. Il signe le 4e but belge lors de cette rencontre (victoire 1-4), reprenant un centre de Dries Mertens. Il figure dans l'effectif lors de la réception d'Israël quelques jours plus tard, ainsi que lors de l'amical contre l'Italie en novembre 2015.  
Il disparaît ensuite de la sélection pendant deux ans, avant d'être rappelé par Roberto Martinez en novembre 2017 pour des amicaux contre le Mexique et le Japon, sans toutefois monter au jeu.

## Statistiques

### But en sélection
| But | Date            | Stade, ville, pays                           | Adversaire | Résultat | Match, compétition      |
| --- | --------------- | -------------------------------------------- | ---------- | -------- | ----------------------- |
| 1er | 10 octobre 2015 | Estadi Nacional, Andorre-la-Vieille, Andorre | Andorre    | V 1-4    | Éliminatoires Euro 2016 |

## Palmarès

### En club
- Eendracht Alost
  - Championnat de Belgique de D3
    - Vainqueur :  2011
- KV Ostende
  - Championnat de Belgique de D2
    - Vainqueur :  2013
- La Gantoise
  - Championnat de Belgique
    - Vainqueur :  2015

  - Supercoupe de Belgique
    - Vainqueur :  2015
- FC Porto
  - Vice-champion du Portugal en 2017